# University Park (Maryland)
University Park – miasto w Stanach Zjednoczonych, w stanie Maryland, w hrabstwie Prince George’s.